# El viento nos llevará
El viento nos llevará (en persa: باد ما را خواهد برد, Bâd mâ râ jâhad bord) es una película iraní dramática de 1999 dirigida y escrita por Abbas Kiarostami. Se inspira en el poema homónimo de Forugh Farrojzad.

## Sinopsis
Un realizador y sus dos ayudantes (que se oyen pero no se ven nunca) llegan desde Teherán a Siah Darreh, una aldea del Kurdistán iraní, para rodar un documental sobre ritos funerarios kurdos. Los habitantes del lugar desconocen el motivo por el que se encuentran allí y los hombres hacen correr el rumor de que están buscando un tesoro. Durante el transcurso de la historia el director del equipo recibe llamadas de Teherán en su teléfono móvil que sólo tiene cobertura en lo alto de una colina cercana, donde se encuentra el cementerio. Cada vez que suena tiene que coger el coche para ir hasta allí. Pasan días de espera, las llamadas se vuelven más apremiantes y se multiplican las idas y venidas en coche al cementerio mientras no ocurre el suceso que están esperando y que motivó su estancia en la aldea. Trabará amistad con un niño cuyo tío es su contacto en el pueblo.

## Poema homónimo
Este es el poema de Forugh Farrojzad, El viento nos llevará, tal como aparece en la transcripción de la versión castellana de la película:

En mi noche, desgraciadamente tan breve,

El viento está a punto de conocer a  las hojas

Mi noche es tan breve que está llena de una angustia

Devastadora

¡Escucha! ¿no oyes el susurro de las sombras?

Esta felicidad también me es ajena

Estoy acostumbrado a la desesperación

¡Escucha! ¿no oyes el susurro de las sombras?

Ahí, en la noche, sucede algo

La luna está roja y ansiosa y se agarra a este tejado que está a punto de derrumbarse

Las nubes, como un grupo de plañideras,

Esperan el nacimiento de la lluvia

Un segundo y luego absolutamente nada

Detrás de esta ventana,

La noche tiembla

Y hasta la tierra se detiene

Detrás de esta ventana

Un extraño se preocupa por ti y por mí.

Tú, entre el follaje

Posas tus manos, esas memorias ardientes,

Sobre mis amantes manos

Y entregas tus labios repletos de calor de la vida

Al tacto de mis amantes manos

¡El viento nos llevará!

¡El viento nos llevará!
El poema de la escritora feminista Forough Farrokhzad es muy relevante en la construcción de la película. Ocupa la parte central del film (aparece aproximadamente en el minuto cincuenta) y no sólo da título a la película, sino que representa el núcleo significacional más profundo de la misma, dado que al igual que esta habla de la fugacidad, del transcurso del tiempo y de cierto postulado de gozar el presente. Como declaró el propio Kiarostami: «El viento del título es la muerte y nosotros somos las hojas que ha de arrastrar.»
Es recitado por el personaje de Behzad, que ha ido a una casa del pueblo a por leche, mientras una chica ordeña una vaca en un establo oscuro y subterráneo. Con estos versos intenta seducir a la joven, después de haber recitado otra poesía titulada Traeme luz. En la penumbra, solo se ven las manos de la chica y su vestido rojo. La conjunción de todos estos elementos hicieron que el productor Marin Karmitz le declarase a Kiarostami «que era la escena de amor más bella que jamás había visto».

## Análisis

### Planos
La escena en la que se recita el poema El viento nos llevará se produce en una especie de cueva poco iluminada. Tan sólo se pueden ver la falda y las manos de la mujer con la que habla el protagonista, la cual conserva su decoro frente a un hombre que le es desconocido. En un país en el que una mujer soltera no tiene permitido quedarse a solas con un varón, este tipo de planos propiciaron que la película se prohibiera, dado su "alto contenido erótico".[cita requerida]
Kiarostami intenta evitar en todo momento el contraplano, lo que permite que el espectador adopte un papel activo frente al film, puesto que debe completar las conversaciones mediante su imaginación. El espectador nunca ve a los trabajadores con los que habla el protagonista, a la anciana moribunda, el excavador del cementerio ni la novia de éste. Tampoco ve a través de los ojos del propio Behzad.
A lo largo de la película se lleva a cabo únicamente un travelling. Kiarostami realiza este plano porque en un momento determinado del rodaje en el cual el equipo estaba desmoralizado dado que la producción era muy pequeña, de unos costes muy reducidos y con muy pocos recursos técnicos. Por ello, para motivar un poco a sus trabajadores y mostrar que existía cierto poderío, se montaron las vías de un travelling. Aunque lo cierto es que al director nunca le gustó el resultado.
También es destacable que, a pesar de la suspensión temporal que se puede ver a lo largo de la película, existe un plano en el que se da la transición de la noche al día. Esta se produce mediante un fundido encadenado y tiene lugar prácticamente al final. 
La mayor parte de los planos son largos y contemplativos, es decir, no están supeditados al ritmo de la acción. Es por este motivo por el que algunos estudiosos[¿quién?] del género opinan que los espectadores jóvenes (de entre 15 y 20 años) no son capaces de ver correctamente la película, porque su hábito espectatorial es diferente ya que actualmente la norma es que cada minuto y medio como máximo se produzca un cambio de plano.[cita requerida]

### Tipos de mirada. La estética de espejo-mirada
El régimen de miradas muestra que el protagonista va a apropiarse de una mirada que es ajena, la de los ritos funerarios del pueblo, la de lo exótico para alguien que viene del sistema de la ciudad.Por lo tanto, se produce un contraste entre lo viejo y lo nuevo, entre el mundo ancestral regido por unas convenciones previas a la revolución industrial y el hombre que llega de la ciudad. 
Cada personaje habla desde sus categorías sociales, que lo constituyen como sujeto en un determinado. Es decir, los individuos interactúan en un medio social y un espacio regido, en este caso, por la lucha de clases. Es por esto que se puede encontrar también una mirada antropológica,  en el sentido de que en la película se habla de los condicionamientos de cada una de las miradas. 
Asimismo, hay personajes que no se ven y de los que únicamente se escuchan sus voces. En cambio, al final de la película el espectador parece conocerlos de igual forma que a aquellos que sí que son visibles. Es el caso, por ejemplo, del escavador del cementerio o de los compañeros de rodaje del protagonista.
Hay en el caso del protagonista, además, una diferencia de perspectiva, del punto de vista. Cuando habla con su productora por teléfono se comporta de una manera muy servil e intenta justificar sus errores. En cambio, con el resto de personajes se comporta de una manera bastante arisca y egocéntrica.
La mirada que pretende dar Kiarostami hacia este hombre que llega de la ciudad no es complaciente, no busca empatía. Y la ausencia de espejo en una escena en la que Behzad se está afeitando da la clave de cómo va a evolucionar la película en este aspecto. Por esto se habla de una estética del cine-espejo en esta película.
Durante el afeitado, el espejo donde se mira es el espectador. El rol del espectador, por tanto, es aquí el espejo de la mirada del personaje. Gracias este recurso, el espectador ve al personaje (como a lo largo de toda la película) con una cierta mirada crítica. 
También mediante esta técnica, se plantea una reeducación de la mirada, que va a caballo entre la mirada del protagonista y la del espectador. Porque el protagonista va cambiando su forma de ver el pueblo, sus costumbres y sus habitantes (por ejemplo, a pesar de su actitud soberbia en un momento dado se da cuenta de que ha actuado mal con el niño y le pide disculpas). Y el espectador también es reeducado, ya que aprende a ver un cine que nada tiene que ver con el institucional. 

### Trasfondo y significación
El tipo de preguntas que tienen que ver con una determinada visión moral son las que se plantea Kiarostami en El viento nos llevará. Quiere mostrar cómo se relacionan los personajes desde una mirada que viene de fuera, de la ciudad y tiene problemas de compresión. Es decir, muestra los conflictos que se plantean con el régimen de la mirada y los comportamientos vitales de una comunidad en relación con alguien que viene de fuera.
En un momento determinado, Behzad da una patada a una tortuga que paseaba por el desierto colocándola boca arriba, sin posibilidad aparente de volver a su posición original. Esta escena es lo que mejor describe la profundidad del personaje, de una persona cerrada, egoísta. Es una actitud narcisista, egocéntrica (no ver al otro) que se manifiesta en su mayor grado con esa muestra de agresividad hacia el animal. Solo la mirada del cineasta, la enunciación, hace que los espectadores vean que la tortuga se recupera y se incorpora. Esta escena es una premonición de que la vida siempre acaba por imponerse.
Prácticamente en la última escena de la película, el protagonista limpia el parabrisas de su coche, echándole un cubo de agua. Y este gesto es como limpiarse los ojos, abrir los ojos a una manera de ver cine diferente de lo que instituye el cine clásico de Hollywood, es decir, simboliza la reeducación de la mirada.

#### Crítica social
Kiarostami intensifica, en este film, su crítica social. Durante toda la película destaca una mirada irónica del protagonista hacia la ciudad. Esta mirada se compagina con su actitud grotesca frente a la gente del pueblo, quienes tienen un cuidado por la naturaleza y una manera de vivir y ver la vida muy diferente a él. 
Además, se muestran una serie de elementos de convención reglamentados por el poder. Por ejemplo, el maestro de escuela le explica al protagonista que los ritos funerarios que a este último le parecen tan exótico que no le gustan nada, porque si se muere alguien hay que manifestar un "dolor falso". De hecho, la madre del maestro tiene unas cicatrices en cara que se ve vio obligada a realizarse para mostrar su tristeza frente a la muerte de uno de los jefes de su marido. El maestro le pide a Behzad que no le comente al niño con el que ha entablado amistad lo que han hablado dado que hay una censura moral, marcada por la institución y el niño debe ser educado en las categorías emanadas del poder.